# Liste des marquis de Squilache
« Marquis d’Esquilache » redirige ici.  Pour le ministre de Charles III, voir Leopoldo de Gregorio.
Le titre de marquis de Squilache ou marquis d’Esquilache (en espagnol, marqués de Esquilache) est un titre nobiliaire espagnol créé en 1890 par le roi Alphonse XIII, sous la régence de la reine Marie-Christine.
Le titre est octroyé à doña María del Pilar de León y Gregorio, en mémoire du titre sicilien concédé en 1755 par le roi Charles (futur Charles III, en Espagne) à Leopoldo de Gregorio.

## Historique
Le 30 mars 1755, Charles, roi de Sicile, créé un de ses ministres, Leopoldo de Gregorio (1699-1785), marquis de Squillace, du nom d’une ville côtière de Calabre. Lorsque le souverain sicilien devient roi d’Espagne (sous le nom de Charles III), le marquis italien le suit dans la péninsule Ibérique et devient l’un de ses principaux ministres. Dans son nouveau royaume d’adoption, son titre est alors castillanisé et se transforme en marquis d’Esquilache (marqués de Esquilache). 
À sa mort, deux de ses enfants étant devenus princes de l’Église, le titre semble avoir été abandonné. Toutefois, il est repris, près d’un siècle plus tard, par doña María del Pilar de León y Gregorio, via une création — espagnole cette fois-ci — de la reine Marie-Christine au nom d’Alphonse XIII, le 3 juillet 1890 (citée dans le décret royal de 1902). En effet, doña María del Pilar est la fille d’un gentilhomme de chambre de la reine Isabelle II, Carlos de León y Navarrete, et de Pilar de Gregorio y Ayanz de Navarra, arrière-petite-fille de Leopoldo de Gregorio par son père le marquis del Valle Santoro.
Le 15 août 1902, le roi concède à la marquise l’hérédité du titre. Aussi, après avoir reçu la grandesse personnelle par le décret royal du 27 janvier 1910, elle obtient le caractère héréditaire de cette dignité par celui du 26 janvier 1912. 
Avant sa mort, la marquise de Squilache fait de son neveu, don Alfonso de Borbón y León (1893-1936), l’héritier testamentaire du titre. Ce dernier est le quatrième fils de Francisco de Paula de Borbón y Castellví, issu de sa seconde union avec Felisa de León y Navarro de Balboa, fille de Carlos de León y Navarrete, et, demi-sœur de doña María del Pilar. Après avoir présenté la carte royale de succession, il est créé marquis par un décret royal du 14 août 1915.
Le nouveau marquis, qui prit part au soulèvement monarchiste de 1931, est fusillé en 1936, pendant la guerre civile espagnole. Jusqu’au début des années 1950, en raison des troubles que connaissait le pays, le titre nobiliaire est dans les faits vacant et ce, bien que don Alfonso admette une descendance masculine. C’est en avril 1949 que son fils aîné, don Alfonso de Borbón y Caralt (1926), sollicite l’administration judiciaire quant à la succession du titre. Par la suite, un décret du général Franco, daté du 3 février 1950, valide la succession pour le titre.

## Titulaires
Les marquis de Squilache sont depuis 1890 :
- María del Pilar de León y Gregorio (née en 1843, morte à Madrid le 8 mai 1915)[6], première marquise de Squilache (du 3 juillet 1890 au 8 mai 1915) ;
- Alfonso de Borbón y León (né à Madrid le 24 octobre 1893, mort à Aravaca le 29 octobre 1936)[7],[9], neveu de la précédente, deuxième marquis de Squilache (du 14 août 1915 au 29 octobre 1936) ;
- Alfonso de Borbón y Caralt (né à Madrid le 5 mai 1926, mort à Madrid le 10 novembre 2018)[7], fils du précédent, troisième marquis de Squilache (depuis le 3 février 1950).

L’aîné des enfants du troisième marquis, potentiel héritier du titre, est sa fille doña María Anunciada José de Borbón y Rojas (1958), onzième marquise del Bosch de Arés (es) (depuis 1994).